# ベーテ・ヴァイツゼッカーの公式
ベーテ・ヴァイツゼッカーの公式 (ドイツ語: Bethe-Weizsäcker-Formel) とは、液滴模型に従って核の結合エネルギーを説明する公式である。結合エネルギーは、負の位置エネルギーと考えることもできる。液滴モデルでは、核子があつまって荷電非圧縮液体となっていると考える。
この半経験的公式は、1935年にカール・フリードリヒ・フォン・ヴァイツゼッカーが最初に確立した。1936年、ハンス・ベーテによる改良版が公開されたことで広く普及した。ヴァイツゼッカーの公式、または半経験的質量公式と呼ばれることも多い。

## 公式

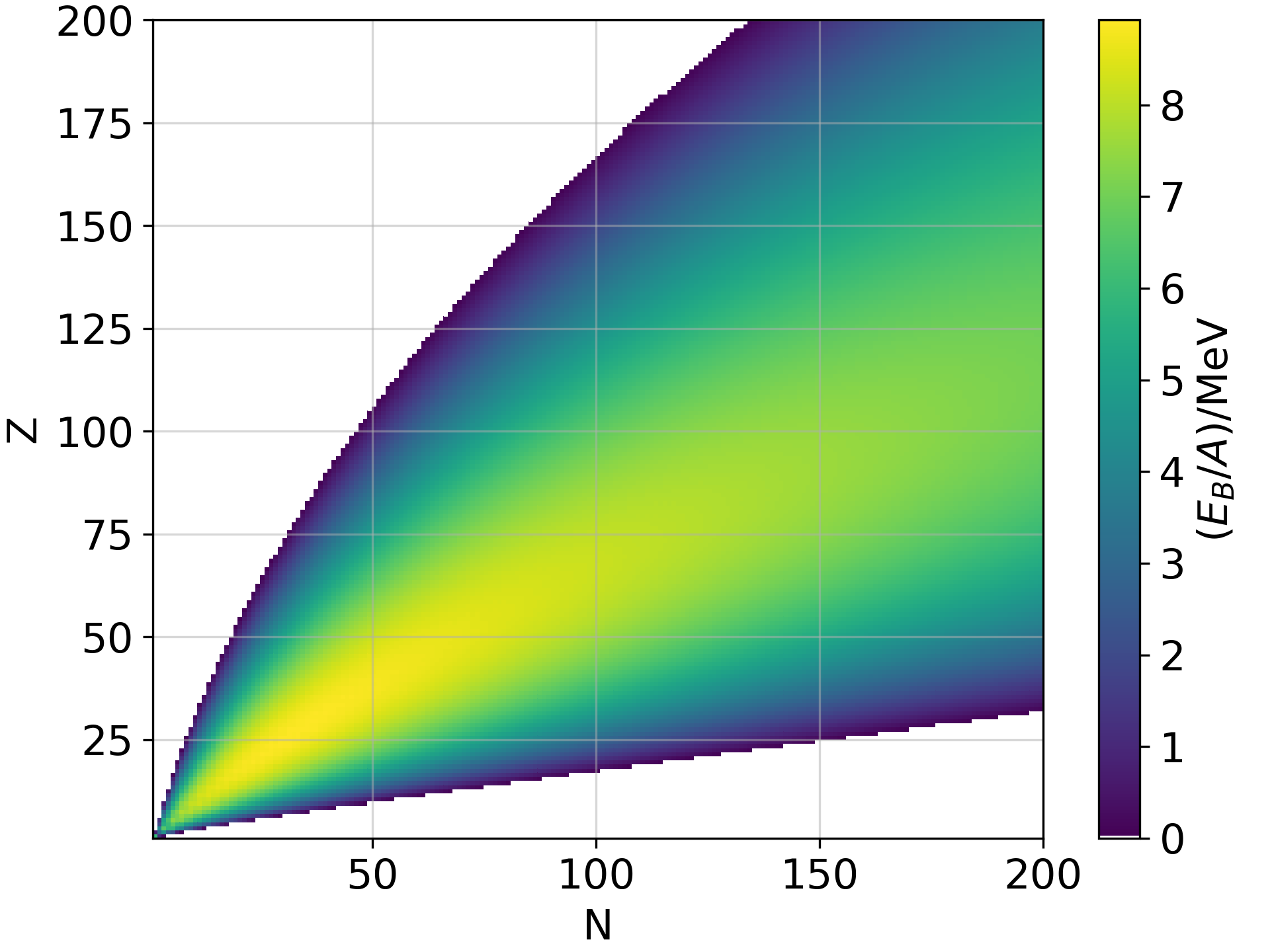
核図表方式で表わした、ベーテ・ヴァイツゼッカーの公式に従う核子毎の結合エネルギー（青が低く、黄が高い）。

ある原子核が N 個の中性子、 Z 個の陽子をもち、従って A = N + Z 個の核子を含んでいるとすると、その核子の結合エネルギー EB を五つの項で表わすことができる。核子数 A≈30 までは公式は正しい傾向を再現し、それより大きい核では実際の結合エネルギーとのずれは1%未満にとどまる。より小さい核についてはずれが見られ、この公式を当てはめることはできない。
厳密に言えば、原子核と電子との結合エネルギーも考慮する必要がある。原子質量は、電子と原子核との結合エネルギーにより常に原子核質量と Z 個の電子の質量の和よりも小さくなる。ただし、この結合エネルギーは典型的には数 keV 程度である。原子核の結合エネルギーは MeV 以上であるので、それにくらべれば電子との結合エネルギーは、すくなくともこの公式で扱える精度では無視してかまわない。

## 総結合エネルギー
原子核の総結合エネルギーは、次のような五つの寄与の総和として表わされる。
{\displaystyle E_{\mathrm {B} }=E_{\mathrm {V} }-E_{\mathrm {O} }-E_{\mathrm {C} }-E_{\mathrm {S} }\pm E_{\mathrm {P} }}
{\displaystyle E_{\mathrm {B} }=a_{\mathrm {V} }\cdot A-a_{\mathrm {O} }\cdot A^{\frac {2}{3}}-a_{\mathrm {C} }\cdot Z\cdot (Z-1)\cdot A^{-{\frac {1}{3}}}-a_{\mathrm {S} }\cdot {\frac {(N-Z)^{2}}{4A}}+{\begin{cases}+a_{\mathrm {P} }\cdot A^{-{\frac {1}{2}}}&{\text{gg}}\\0&{\text{ug,gu}}\\-a_{\mathrm {P} }\cdot A^{-{\frac {1}{2}}}&{\text{uu}}\end{cases}}}
ここで、EV は体積項、EO は表面項、EC はクーロン項、ES は対称性項、EP はペアリング項、これらの総和 EB が結合エネルギーと呼ばれる。この公式は核子数の低い非常に単純な原子核にはあてはまらないが、大きな核に対しては良い近似を与える。しかし、核子数の大きな領域でも、魔法数などを説明できないため、殻モデルが開発された。
核子数毎の結合エネルギーはこれを核子数 A で割れば求められる。
結合エネルギーを用いて、原子核の質量 m は以下のように求められる。
{\displaystyle \,m=Nm_{n}+Zm_{p}-E_{B}/c^{2}}
ここで、中性子の静止質量 mn = 939553 MeV/(c2) 、陽子の静止質量 mp = 938259 MeV/(c2) を用いた。この式中の EB/c2 は質量欠損と呼ばれる量であり、ここからこの公式は質量公式と呼ばれることも多い。エネルギーと質量の関係式 E = mc2 を用いて、質量ではなくエネルギーについての式に書き直すこともできる。

## 五つの項の説明

### 体積項
液滴模型では非圧縮性流体を仮定し、密度は一定であるから核の体積は質量数に比例する。体積項は、強い核力による引力的相互作用に起因する。この力は短距離相互作用であるため、最近接核子との相互作用のみが結合エネルギーに寄与する。大きな核では、核子の全方向を他の核子に取り囲まれているので、結合エネルギーは核子の総数に比例する。
{\displaystyle a_{\mathrm {V} }\cdot A\qquad (a_{\mathrm {V} }\approx 15.67~\mathrm {MeV} )}

### 表面項
表面にある核子は、核の内部にある核子に比べて隣接する核子が少ない。従って、核子間の結合が減った分だけ結合エネルギーは弱くなる。よって、この項は不安定化項（負の寄与）であり、原子核の表面積に比例するので、表面項は体積と表面積の関係式から求められる。球の表面積は R2 に比例するので、体積で表わせば V2/3 に比例する。V は A に比例するので、R2 ∝ A2/3 となる。核子の少ない核では表面項が強く効くが、核子数が大きくなれば寄与は小さくなる。
{\displaystyle -a_{\mathrm {O} }\cdot A^{\frac {2}{3}}\qquad (a_{\mathrm {O} }\approx 17.23~\mathrm {MeV} )}

### クーロン項
さらなる不安定化要因として、正に帯電している陽子同士のクーロン斥力がある。このエネルギーはクーロンの法則に従えば、電荷（荷電数 Z）の二乗に比例し、半径に反比例する。ここでは、Z 個の陽子がそれぞれ他の (Z−1) 個の陽子と反発するので、この項は Z2 ではなく Z(Z−1) に比例する（ただし、Z が大きければ差は小さくなっていく）。半径は体積の（したがって質量数の）1/3乗に比例する。核が大きくなるほど、その中の陽子同士のクーロン斥力も大きくなる。このことは、原子番号82（鉛）までしか安定に存在できないことの理由でもある。この斥力により、結合エネルギーはさらに減少する。以上のことから、クーロン項は以下のように見積もられる。
{\displaystyle -a_{\mathrm {C} }\cdot Z\cdot (Z-1)\cdot A^{-{\frac {1}{3}}}\qquad (a_{\mathrm {C} }\approx 0.714~\mathrm {MeV} )}

### 対称性項
この項は量子力学的な性質に起因し、中性子数と陽子数がバランスするようにはたらく。つまり、N = Z のときこの項は消滅し、中性子数と陽子数の差が大きくなるほど結合を弱める。よって、陽子数 Z と中性子数 N = A − Z の不均衡は原子核を不安定にする。この項は N − Z = A − 2Z に比例すると考えられる。この差の符号によって不安定化は代わらないと考えられるので、二乗を取ったうえで、A で割ることによりその補償をする。すると、対称性項は次のように表わされる。
{\displaystyle -a_{\mathrm {S} }\cdot {\frac {(N-Z)^{2}}{4A}}\qquad (a_{\mathrm {S} }\approx 93.15~\mathrm {MeV} )}
中には、分母の4を定数に含め、 {\displaystyle a_{\mathrm {S} }\approx 23~\mathrm {MeV} } としている文献もある。
中性子と陽子はともにフェルミオンであり、パウリの排他律に従って一つの量子状態の占有数は一つまでである。エネルギーの低い順に占有された量子状態のうちのエネルギーの最大値によりフェルミ準位が定義される。対称性項は、中性子と陽子のそれぞれがフェルミ準位をもっていることを表わしている。

### ペアリング項
観測により、陽子数と中性子数が偶数のときは奇数のときよりも原子核は安定になることが知られており、このことを説明する項も付け加えられる。この項は、殻モデルにより初めて理論的に説明される。殻モデルによれば、中性子および陽子はそれぞれスピンがゼロになるようにペアになるほうが安定である。陽子数と中性子数の両方、または片方が奇数のとき、ペアになれずに余った核子ができ、その核子は結合が弱いと考えられる。
陽子数 Z と中性子数 N の両方が偶数の核（gg-核、独: gerade–gerade）はしたがって最も結合が固く、Z と N の両方が奇数の核（uu-核、独: ungerade–ungerade）は最も結合が弱く、残りの核(ug-核）はその中間となる。gg-核は最も安定な核種となり、uu-核は4つの軽い核 2H, 6Li, 10B, 14N 以外は不安定である。この項の影響は、核子の数が多いほど小さくなる。よって、この項は以下のように見積もられる。
{\displaystyle +{\begin{cases}+a_{\mathrm {P} }\cdot A^{-{\frac {1}{2}}}&{\text{gg}}\\0&{\text{ug,gu}}\\-a_{\mathrm {P} }\cdot A^{-{\frac {1}{2}}}&{\text{uu}}\end{cases}}\qquad (a_{\mathrm {P} }\approx 11.2~\mathrm {MeV} )}
ここまでで与えられた定数の値は、実験的に得られた少くとも五つの核の質量から質量公式を用いて決定された経験的パラメータである。文献によって、どの核を用いるかが異なるため、値は若干変動しうる。これは、どの質量領域に対して最適化したかが異なるためである。